# أرتور غوتز
أرتور غوتز (بالإسبانية: Arturo Goetz)‏ هو اقتصادي وممثل أرجنتيني، ولد في 24 يونيو 1944 في بوينس آيرس في الأرجنتين، وتوفي بنفس المكان في 28 يوليو 2014.

## وصلات خارجية
- أرتور غوتز على موقع IMDb (الإنجليزية)
- أرتور غوتز على موقع ألو سيني (الفرنسية)
- أرتور غوتز على موقع أول موفي (الإنجليزية)
- أرتور غوتز على موقع قاعدة بيانات الأفلام السويدية (السويدية)
- أرتور غوتز على موقع قاعدة بيانات الفيلم (الإنجليزية)
- أرتور غوتز على موقع كينوبويسك (الروسية)